# خاردم
خاردم (نام علمی: Discosura) نام یک سرده از زیرخانواده مگس‌مرغیان است.

## گونه‌ها
- خاردم کاکل‌سیمی (Discosura popelairii)
- خاردم شکم‌سیاه (Discosura langsdorffi)
- خاردم مسی (Discosura letitiae)
- خاردم سبز (Discosura conversii)
- لوند دم‌پارویی (Discosura longicaudus)